# Klínatka vidlitá
Klínatka vidlitá (Onychogomphus forcipatus) je druh vážky z podřádu šídel. Je rozšířena ve střední a východní Evropě, ale v některých státech už byla vyhubena. V Česku se vyskytuje vzácně ostrůvkovitě. Je zapsaná v červeném seznamu ohrožených druhů bezobratlých jako druh ohrožený.

## Popis
Tělo má délku 45-55 mm. V barvě těla se projevuje pohlavní dichroismus, kdy samička je žlutočerná a sameček je spíš zelenožlutě-černý a na zadečku až černobílý. Oči se na temeni nestýkají (poznávací znak klínatek). Křídla jsou čirá s rozpětím 60-70 mm. Nohy má černé, v horní části stehen hnědé. Svrchu zadečku má žluté skvrny. Zadeček je u samečků na posledních článcích rozšířený.

## Způsob života
Nymfy (larvy) žijí na písčitých dnech čistých vodních toků nebo jezer. Zde se živí malým vodním hmyzem. Nymfa se vyvíjí 3-4 roky. Dospělé klínatky létají do května do srpna. Dospělé klínatky se většinou zdržují v blízkosti vodních ploch nebo toků. Samičky nemají kladélka, proto snáší vajíčka za letu přímo na vodní hladinou, na které jsou pak neseny proudem dál, než se uchytí na dně.